# Zygophyllum smithii
Zygophyllum smithii är en pockenholtsväxtart som beskrevs av Hadidi. Zygophyllum smithii ingår i släktet Zygophyllum och familjen pockenholtsväxter. Inga underarter finns listade i Catalogue of Life.